# Municipio de Zilwaukee
El municipio de Zilwaukee (en inglés: Zilwaukee Township) es un municipio ubicado en el condado de Saginaw en el estado estadounidense de Míchigan. En el año 2010 tenía una población de 67 habitantes y una densidad poblacional de 4,32 personas por km².

## Geografía
El municipio de Zilwaukee se encuentra ubicado en las coordenadas 43°30′8″N 83°53′53″O / 43.50222, -83.89806. Según la Oficina del Censo de los Estados Unidos, el municipio tiene una superficie total de 15.5 km², de la cual 9,27 km² corresponden a tierra firme y (40,18 %) 6,23 km² es agua.

## Demografía
Según el censo de 2010, había 67 personas residiendo en el municipio de Zilwaukee. La densidad de población era de 4,32 hab./km². De los 67 habitantes, el municipio de Zilwaukee estaba compuesto por el 82,09 % blancos, el 13,43 % eran afroamericanos y el 4,48 % eran de una mezcla de razas. Del total de la población el 11,94 % eran hispanos o latinos de cualquier raza.